# Julio Enrique Moreno
Julio Enrique Moreno (Quito, 20 de outubro de 1879 – Quito, 2 de abril de 1952) foi um político equatoriano. Ocupou o cargo de presidente interino de seu país em duas ocasiões: a primeira vez foi entre 10 de janeiro de 1926 e 31 de março de 1926; a segunda, de 10 de agosto de 1940 a 31 de agosto de 1940.